# Palaeoloxodon cypriotes
Espèce
Elephas cypriotes, communément appelé Éléphant nain de Chypre, est une espèce éteinte d'éléphants apparentée à celles, actuelles, d'Asie.

## Description
Il aurait vécu sur l'île de Chypre et d'autres îles méditerranéennes après la crise de salinité messinienne durant le Pléistocène tardif. Son poids ne dépassait pas les 200 kg, ce qui, en considérant une descendance directe des éléphants du continent, représente une perte de poids de 98 % : à comparer avec un individu d'Elephas antiquus de 10 000 kg.
Les molaires des éléphants nains de Chypre étaient réduites de 40 % par rapport à celles des éléphants du continent. Les facteurs responsables du nanisme de certains mammifères insulaires comme Elephas cypriotes seraient la réduction de nourriture disponible, la prédation et la compétition entre les espèces. L'éléphant nain de Chypre se serait éteint il y a environ 10 000 ans.

## Taxonomie
Espèces notables de Palaeoloxodon :
- Palaeoloxodon antiquus (Europe, Moyen-Orient, Asie), était un peu plus grand que les Éléphants d'Afrique modernes
- Palaeoloxodon chaniensis (Crête), un éléphant nain
- Palaeoloxodon cypriotes (Chypre), un éléphant nain
- Palaeoloxodon falconeri (Sicile et Malte), un éléphant nain
- Palaeoloxodon mnaidriensis (Sicile), un éléphant nain
- Palaeoloxodon namadicus (Asie)
- Palaeoloxodon  naumanni (Sud du Japon)
- Palaeoloxodon recki (Afrique de l'est), le plus ancien et l'une des plus grandes espèces (a vécu il y a 4 à 0,6 millions d'années)[2].
- Palaeoloxodon lomolinoi